# Колі довгошерстий
Колі довгошерстий (англ. Collie Rough) — порода собак, створена у Великій Британії.

## Історія
Найчастіше під колі мають на увазі саме довгошерсту колі. Це напрочуд красиві собаки. Походження колі невідоме, незрозуміло навіть те, що означає саме слово «колі». Але пращури колі з давніх-давен жили й випасали овець в горах Шотландії. Це були насамперед трудівники. Часто кривоногі й коротконогі, з широким лобом і вузькою мордою. Шерсть чорно-білого кольору була значно коротша, ніж зараз, груба, тверда, із дуже густим підшерстям. У суворому кліматі Шотландії грубе покривне волосся захищало від дощу, снігу й вітру, а підшерстя — від холоду. Але найбільше їх цінували за характер — справжні вівчарські собаки, що з турботою ставилися до овець, слухняні й віддані хазяїну-пастуху.
Популярність до породи прийшла після того, як англійська королева Вікторія (1837 — 1901) познайомилася з колі у своєму шотландському маєтку Балморал, полюбила їх і почала тримати як своїх домашніх собак.
Колі ввійшли в моду, мати їх стало ознакою аристократизму, та й їх самих почали вважати аристократами в собачому світі. А пес-аристократ має усе-таки виглядати інакше, ніж трудяга пастух. І колі стали облагороджувати — підливати кров інших порід — гладкошерстого банддога, сетера, хортів. Почали народжуватися й короткошерсті цуценята, яких виокремили в нову породу короткошерстих колі. Колі перетворилися на справді елегантних собак.

## Зовнішній вигляд

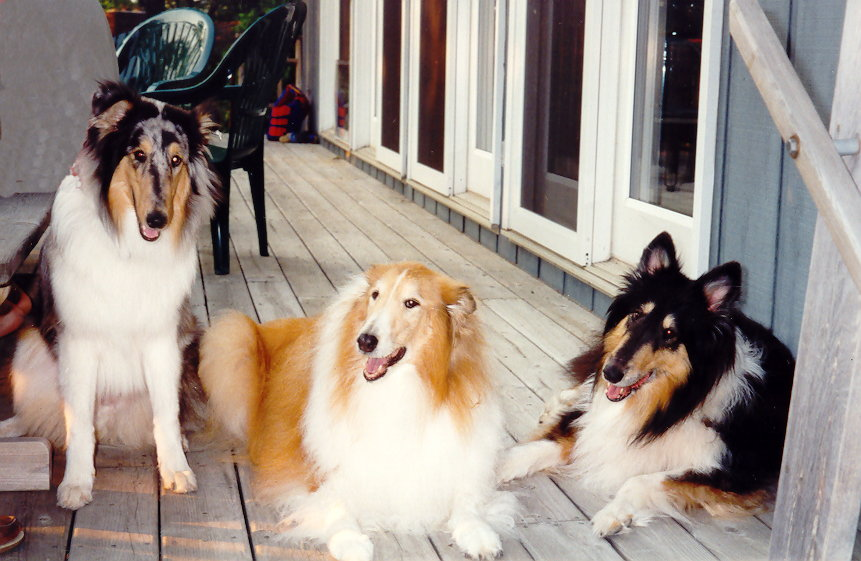
Кольори колі
Зліва направо:мармуровий,рудий,чорний

Витончена голова зі шляхетними лініями, високо поставлені вуха, напівстоячі з ледь-ледь загнутими кінчиками — і відкритий, уважний погляд робочої вівчарки. Тепер колі мають значно кращу поставу ніг і дуже багату шерсть, яка утворює красиву гриву й комір на шиї, «очоси» й «штани» — на ногах, а на морді, голові й лапах — коротка й гладенька. А ще дуже вишукані кольори — рудий або чорний, на грудях і шиї — білий комірець, на лапах — білі «шкарпетки», біла плямка на кінчику хвоста, а на голові — біла проточина. Також вона може бути кольору блю-мераль — мармурового: на сріблясто-блакитному тлі невеликі чорні плями й крап. Найпоширеніший колір — рудий. В Америці також існує ще один різновид кольору колі: біла з рудою головою та відмітиною біля хвоста.

## Призначення
В Америці колі захищають овець від койотів.
Унікальну спеціальність колі отримали в Радянській Росії — в Уссурійському краї колі випасали пантових оленів. І хоча плямисті олені так і лишилися дикими тваринами, інстинкт пастуха, інтелект і м'якість характеру цих собак, помножені на майстерність і терпіння дресирувальників, зробили свою справу — колі багато років служили на оленярських фермах.
Вони могли робити найрізноманітніші справи. Десять із половиною тисяч мін знайшов колі Дік упродовж німецько-радянської війни. Дік був серед тих, хто врятував від вибуху славетний Павловський палац під Ленінградом — у підвалі палацу він знайшов бомбу з годинниковим механізмом. Після війни Діка було поховано з військовими почестями.
Колі працювали і як геологи — за запахом знаходили корисні копалини.
Зараз вони достатньо успішні спортсмени — успіхи в низці сучасних видів собачого спорту це підтверджують.